# Álvaro Saborío
Álvaro Alberto Saborío Chacón (* 25. März 1982 in Ciudad Quesada, Alajuela) ist ein costa-ricanischer ehemaliger Fußballnationalspieler.

## Vereinskarriere

### Mexiko
Saborio begann seine Karriere in Mexiko bei CF Monterrey, wo er 2000 beim Farmteam Coyotes de Saltillo, seine professionelle Karriere begann und in 7 Spielen in der zweitklassigen Primera A auflief.

### CD Saprissa
Nach einer Senioren-Saison in Mexiko, kehrte er im Sommer 2001 nach Costa Rica zurück und unterschrieb für CD Saprissa. Vorher spielte er einige Jahre für diverse mexikanische Jugendmannschaften. In der Saison 2003/04 wurde er mit 25 Toren bester Torschütze der Saison. Während seiner Zeit bei Saprissa gewann er mit der Mannschaft einen Meistertitel und einmal den CONCACAF Champions Cup. Auch an der FIFA-Klub-Weltmeisterschaft 2005 nahm er teil. Dort erzielte er zwei Tore und musste sich am Ende den ersten Platz in der Torschützenliste mit drei anderen Spielern teilen.

### FC Sion
Nachdem er für Costa Rica bei der Fußball-Weltmeisterschaft 2006 teilgenommen hatte, wurde er vom FC Sion unter Vertrag genommen.
Durch seine guten Leistungen wurde der Trainer von Stoke City, Tony Pulis, auf ihn aufmerksam. Er wollte Saborío zum Sommer 2009 verpflichten. Dazu kam es aber nicht, denn Saborío wurde an Bristol City ausgeliehen.

### Bristol City
Sein erstes Spiel für Bristol absolvierte er am 13. September 2009 gegen Coventry City. Eine Woche später erzielte er seinen ersten Treffer. Im Februar 2010 verließ er Bristol City und löste den Vertrag mit dem FC Sion auf.

### Real Salt Lake
Im März 2010 kam er zu Real Salt Lake in die Major League Soccer. Dort konnte er gleich in der ersten Saison überzeugen. 2010 konnte die Mannschaft die Trefferquote in der MLS erzielen (45 Tore). Saborío selbst erzielte zwölf Tore. In der CONCACAF Champions League erzielte er sechs Tore.
Nach dieser erfolgreichen Saison unterschrieb er einen Vertrag als Designated Player für die kommenden vier Jahre. Er war damit der erste Spieler des MLS-Franchises, der einen solchen Vertragsstatus erhält. Saborio spielte in viereinhalb Jahren, in 100 Spielen der Major League Soccer und erzielte 51 Tore.

### Wechsel zu DC United
Am 15. Juli 2015 verließ Saborio RSL und wurde im Austausch mit Luis Silva, zu DC United getradet. Nach 31 Spielen, in dem er 10 Tore erzielen konnte, wurde er am 14. November 2016, nach zwei Spielzeiten von United entlassen.

### Rückkehr nach Saprissa
Am 10. Januar 2017 kündigte Saborío seine Rückkehr nach Costa Rica an und unterschrieb einen Einjahresvertrag bei Deportivo Saprissa. Er spielte in vier Spielen und erzielte ein Tor, bevor er am 9. Februar 2017 seinen Vertrag bei Saprissa auflöste und seine aktive Spielerkarriere beendete.

### AD San Carlos
Ab Januar 2018 spielte er für AD San Carlos in der Liga de Fútbol de Primera División  und gewann mit dem Verein die Clausura 2018/2019.

## Nationalmannschaft
Saborio war mit acht Toren bester Torschütze in der Qualifikation für die WM 2014 und stand im vorläufigen WM-Kader Costa Ricas. Aufgrund eines Mittelfußbruches konnte er an der WM aber nicht teilnehmen. Am 11. Juli 2015 absolvierte Saborio, sein 100 Länderspiel für Costa Rica und wurde damit der erst der 5 Spieler, der die hunderter Marke für Costa Rica knackte. Im Januar 2017 beendete Saborio, seine aktive Länderspielkarriere nach 108 Länderspielen, in dem er 35 Tore erzielen konnte. Beim CONCACAF Gold Cup 2019 kam er aber nochmals zum Einsatz und erzielte bei der 1:2-Niederlage gegen Haiti das erste Tor.

## Erfolge
- CONCACAF-Cup-Sieger: 2005
- Costa-ricanischer Meister: 2004, 2006
- Costa-ricanischer Vize-Meister: 2003
- Torschützenkönig: 2004